# Judovska četrt v Ljubljani
Judovska četrt v Ljubljani je bila v srednjem in zgodnjem novem veku četrt Ljubljane, ki je zajemala današnji Novi in Jurčičev trg, Židovsko ulico in stezo ter Gosposko in Čevljarsko ulico.
Ljubljanska judovska četrt ni bila geto ; tj. fizično ločeni del naselja znotraj mesta, ki je namenjen izključni naselitvi Judov v času srednjeveške Evrope. Največja koncentracija Judov je na bila na področju današnje Židovske ulice in Židovske steze.

## Zgodovina
Kdaj točno je četrt pričela obstajati, ni točno znano, največ podatkov o njenem obstoju pa je iz zadnje četrtine 15. in prve četrtine 16. stoletja.
Prvi zanesljivi vir o naselitvi Judov v Ljubljani je iz leta 1327 in sicer privilegij Henrika VI. Koroškega, s katerim je kot upravitelj Kranjske dovolili skupini Judov iz Čedada in Gorice, da se naselijo v Ljubljani in tu ustanovijo banko. Slednji so se naselili na področju Novega trga, ki je bil večinoma v posesti deželnega gospoda, ki je izdal privilegij.
Posledično se je na področju med Dvornim in Novim trgom, Gosposko ulico in Ljubljanico izoblikovala četrt, ki je imela središče na današnji Židovski stezi in ulici. Judje se niso bili prisiljeni naseliti izključno na tem področju, saj obstajajo zgodovinski viri, ki govorijo o naselitvi Judov tudi v drugih predelih Ljubljane; tu je bila le največja koncentracija Judov v Ljubljani.
Poleg plačila zakupnine za hiše, ki so bile v lasti deželnega gospoda, so bili Judje odgovorni za gradnjo in vzdrževanje dela mestnega obzidja, in sicer od vicedomove hiše na Novem trgu do vključno obrambnega stolpa ob Ljubljanici.
Iz zapisov je znano, da je v Ljubljani vsaj dve stoletji obstajala sinagoga oz. molilnica, a ne obstajajo dovolj podrobni podatki, kje točno se je nahajala in katere dejavnosti so potekale v njej. Po ljudskem izročilu naj bi se sinagoga nahajala v hiši na današnji Židovski stezi št. 4.
Konec ljubljanske judovske četrti predstavlja leto 1515, ko je tedanji cesar Maksimilijan I. izdal mestu pravico do izgona in prepovedi ponovne naselitve Judov.